# Teodora da Grécia e Dinamarca (1983)
Teodora da Grécia e Dinamarca (em grego: Θεοδώρα της Ελλάδος και της Δανίας; Londres, 9 de junho de 1983) é uma Princesa da Grécia e Dinamarca, segunda filha mais nova do rei Constantino II e de sua esposa, a rainha Ana Maria da Dinamarca. Ela nasceu 10 anos após a monarquia grega ter sido abolida na Grécia.
Ela é uma sobrinha da rainha Margarida II da Dinamarca e a princesa Benedita da Dinamarca por parte de mãe, e da rainha emérita Sofia da Espanha e a princesa Irene da Grécia e Dinamarca por parte de  pai.

## Nascimento
Teodora nasceu no Hospital de St. Mary, localizado na região de Paddington na cidade de Londres na Inglaterra; ela é um membro de nascimento da família real grega e também tem ligação direta com a família real dinamarquesa.

## Família
Os seus avós paternos eram o rei Paulo da Grécia e a princesa Frederica de Hanôver. Os seus avós maternos eram o rei Frederico IX da Dinamarca e a princesa Ingrid da Suécia.
Ela tem o mesmo nome que sua parente distante a princesa Teodora da Grécia e Dinamarca, Marquesa de Baden.

### Primos famosos
Com uma ligação de sangue direto com a família real grega e a família real dinamarquesa, a Teodora tem primos em primeiro grau famosos na Grécia e também na Dinamarca.
Por parte de pai, ela é uma prima em primeiro grau do atual rei Filipe VI de Espanha, a infanta Elena de Bourdon, Duquesa de Lugo e a infanta Cristina de Bourbon.
Enquanto que por parte de mãe, ela é uma prima em primeiro grau do atual príncipe Frederico, Príncipe Herdeiro da Dinamarca, o príncipe Joaquim da Dinamarca, o príncipe Gustavo, 7.º Príncipe de Sayn-Wittgenstein-Berleburg, a princesa Alexandra de Sayn-Wittgenstein-Berleburg e a princesa Natália de Sayn-Wittgenstein-Berleburg.

## Batismo e padrinhos
Ela foi batizada na Igreja Ortodoxa Grega.Os seus padrinhos são: a rainha reinante Margarida II da Dinamarca (sua tia materna), a rainha reinante Isabel II do Reino Unido, o ex-rei Miguel I da Romênia, a rainha consorte Sofia da Grécia, Consorte da Espanha (sua tia paterna) e o príncipe Alexandre, Príncipe Herdeiro da Iugoslávia.
O seu batismo foi realizado na Catedral Ortodoxa Grega de Santa Sofia, localizada na cidade de Londres, em 10 de outubro de 1983.

## Educação
Entre 1994 e 2001, Teodora frequentou a escola de internato de meninas Woldingham School, situada em Surrey na Inglaterra.
Logo após um ano sabático gasto no St Philip's College em Alice Springs na Austrália, Teodora foi para a Universidade Brown sob o nome de Teodora Greece, onde ela recebeu o seu título de bacharel em Artes em 28 de maio de 2006.
Ela atingiu o seu bacharelado em Ciências das Artes depois de ter participado na Northeastern University em Boston por dois anos e concluir o curso de quatro anos na Universidade de Brown. Ela está cursando pós-graduação na Central Saint Martins College of Art and Design.

## Carreira de atriz
Em abril de 2010, a sua mãe Ana Maria confirmou que Teodora se mudou para cidade de Los Angeles para prosseguir uma carreira cinematográfica. Na verdade ela começou a aparecer em pequenos papéis com o nome de Teodora Greece. Ela fez  a sua estreia em televisão como secretária na longa novela "The Bold and the Beautiful" em 5 de dezembro de 2011, como relatado pelo "New York Post".

## Noivado e casamento
Em 16 de novembro de 2018, foi anunciado oficialmente que a princesa Teodora estava noiva do advogado Matthew Jeremiah Kumar (n. 1983), de Los Angeles. Ele é filho de Sam e Lonnie Kumar.
O casamento estava previsto para ocorrer na ilha grega de Spetses (no conjunto das Ilhas Argo-Sarônicas) em maio de 2020, mas foi adiado devido aos efeitos da Pandemia de COVID-19, seguindo aos protocolos de segurança sanitária da Organização Mundial da Saúde para evitar aglomerações e eventos..
O casamento da Princesa Teodora com Matthew Jeremiah Kumar aconteceu em 28 de Setembro de 2024, na Catedral Metropolitana de Atenas, Grécia .
Esteve presentes no casamento Sofia da Grécia, irmã mais velha do Rei Constantino da Grécia, Elena, Duquesa de Lugo e a sua irmã Cristina da Espanha, seus três filhos Juan Urdangarin, Miguel Urdangarin e Irene Urdangarin, Princesa Irene da Grécia e Irene da Grécia e Dinamarca, A irmã mais nova do Constantino da Grécia . Benedita da Dinamarca , Irmã da Rainha Ana Maria da Dinamarca.
Rainha Ana Maria da Dinamarca
Alexia da Grécia e Dinamarca e Carlos Morales,
Paulo, Príncipe Herdeiro da Grécia e Maria Chantal, e seus filhos , Nicolau da Grécia e Dinamarca,
Filipe da Grécia e Dinamarca e Princesa Nina da Grécia e Dinamarca.

## Filmografia
- 2009: Elisa em De Vilde Svaner
- 2009: Townsperson em The Lightkeepers
- 2010: Sarah Park na série Sroloc
- 2011 - 2012: Alison na série The Bold and the Beautiful
- 2011: Rachel em Where Did You Sleep Last Night
- 2011: Jen em Nevan Saunders' Quest for Fame: A Documentary by Kip Griffen
- 2012: Peggy em The Big Valley
- 2012: Eliza em Little Boy

## Títulos e estilos
- 9 de junho de 1983 - presente: Sua Alteza Real A Princesa Teodora da Grécia e Dinamarca